# Île Long (Nouvelle-Écosse)

L'île Long (en anglais : Long Island) est une île dans la baie de Fundy, dans le comté de Digby en Nouvelle-Écosse, au Canada, entre la péninsule de Digby et l'île Brier.

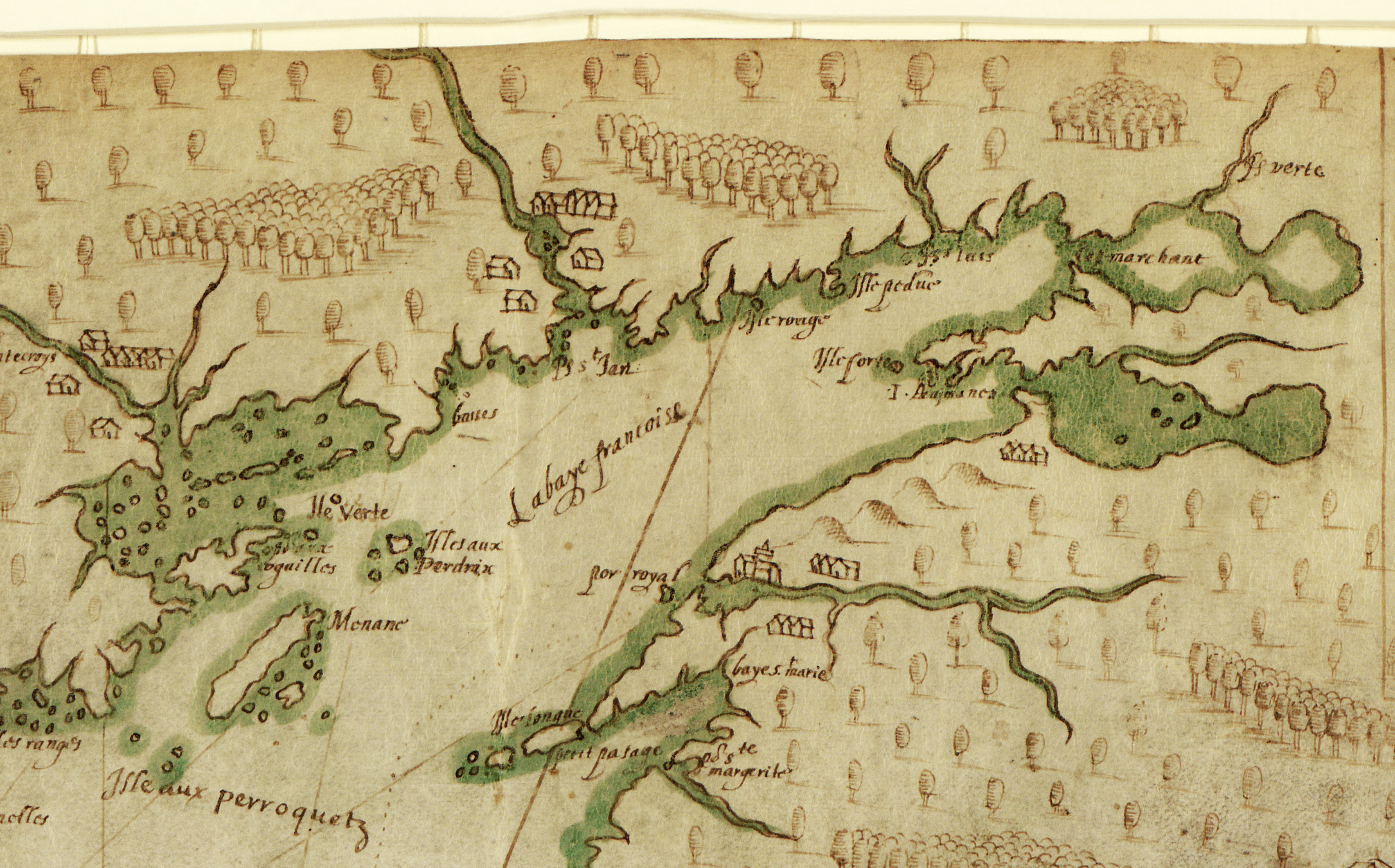
La baye françoise, détail d'une carte sur vélin de style portulan.

L'île est mentionnée au début du XVIIe siècle par Samuel de Champlain. La carte à gauche, dessinée par lui, montre Port-Royal, la baie françoise (de Fundy), l'île longue.